# Neurosis
Neurosis – amerykańska grupa grająca muzykę z pogranicza gatunków sludge metal, industrial, jej styl podlega jednak ciągłej ewolucji i jest trudny do zaklasyfikowania. Powstali w 1985 roku w Oakland w Kalifornii. Wydali dziesięć albumów długogrających (2007). Ich styl ewoluował od hardcore punka (płyty Pain of Mind i The Word as Law) poprzez doom metal aż do ambientowych produkcji Tribes of Neurot (side-project muzyków).

## Historia
Zimą 1985 roku Scott Kelly i Dave Edwardson (byli członkowie Violent Coercion) wraz z Jasonem Roederem zakładają zespół. Z racji przeszłości muzyków grupa zostaje zaliczona do sceny hardcore, jednakże ciągłe eksperymenty muzyczne uniemożliwiają przyporządkowanie jednemu stylowi (z tego powodu został ukuty termin neurotic metal). W takim składzie nagrywają swoje pierwsze utwory (pierwsze demo-singel Black (singel) powstał w 1986 roku). Nakładem Alchemy Records w 1987 roku powstaje pierwszy album grupy – Pain of Mind. Zespół ustala dosyć konserwatywne hardcore'owe brzmienie, które utrzyma się jeszcze na drugim długogrającym wydawnictwie – The Word as Law. Tymczasem do grupy dołącza drugi gitarzysta – Chad Salter, z którym nagrywają i wydają w 1989 EPkę Aberration. The Word as Law została nagrana po zmianie w składzie zespołu – miejsce Saltera na gitarze zajmuje Steve Von Till (okaże się stałym członkiem). Odejściem od stylistyki hardcore'owej i zarazem rozpoczęciem poszukiwań oryginalnego brzmienia było nagranie w 1992 trzeciego krążka – Souls at Zero (pierwsza płyta wydana w Alternative Tentacles). Jest to także pierwsza produkcja zespołu, w którą został zaangażowany specjalista od wizualizacji prezentowanych w trakcie koncertów – Adam Kendall. Stało się to pewnym znakiem rozpoznawczym grupy oraz było ewenementem w tamtym czasie.

## Inspiracje
Grupa jest uważana za jednego z prekursorów nurtu post-metal, razem z zespołami Melvins oraz Godflesh.
Zespół Neurosis zainspirował wiele innych grup do muzycznych poszukiwań. Warto tu wymienić m.in. Isis oraz Cult of Luna, które tworzą muzykę osadzoną w bardzo podobnym klimacie, proponując jednak własne, oryginalne rozwiązania.

## Projekty poboczne
- Neurosis & Jarboe – projekt z Jarboe (była członkini Swans), który zaowocował płytą Neurosis & Jarboe.
- Tribes of Neurot – alter-ego muzyków Neurosis, tworzą muzykę elektroniczną dark ambient oraz noise.
- Blood and Time – akustyczny side-project, w skład wchodzą Scott Kelly, Noah Landis i Josh Graham.
- Culper Ring – jednopłytowy projekt Steve'a Von Tilla tworzący dark ambient oraz industrial.
- Red Sparowes – projekt post-rockowy, w którym partycypował Josh Graham.
- Harvestman – folkowy i eksperymentalny projekt Steve'a Von Tilla.
- Violent Coercion – projekt tworzący hardcore powstały przed Neurosis, stworzony m.in. przez Scotta Kelly'ego i Dave Edwardsona.
- A Storm of Light – projekt postpunkowy stworzony m.in. przez Josha Grahama.
- Everything Must Go – projekt stworzony m.in. przez Noaha Landisa.

## Muzycy
Obecny skład zespołu
- Scott Kelly - śpiew, gitara (od 1985)
- Dave Edwardson - gitara basowa, śpiew (od 1985)
- Jason Roeder - perkusja (od 1985)
- Steve Von Till - śpiew, gitara (od 1989)
- Noah Landis - instrumenty klawiszowe (od 1995)

Byli członkowie zespołu
- Chad "Gator Tofu" Salter - śpiew, gitara (1985–1989)
- Adam Kendall - wizualizacje (1990–1993)
- Simon McIlroy - instrumenty klawiszowe (1990–1994)
- Pete Inc. - wizualizacje, perkusja (1993–2000)
- Jackie Perez Gratz - wiolonczela (1999–2000)
- Josh Graham - wizualizacje (2000–2012)

## Dyskografia

### Albumy
- Pain of Mind (1988)
- The Word as Law (1991)
- Souls at Zero (1992)
- Enemy of the Sun (1993)
- Through Silver in Blood (1996)
- Times of Grace (1999)
- A Sun That Never Sets (2001)
- Neurosis & Jarboe (2003, razem z Jarboe)
- The Eye of Every Storm (2004)
- Given to the Rising (2007)
- Honor Found In Decay (2012)
- Fires Within Fires (2016)

### Single orazEP
- Aberration (1989, EP)
- Empty (1990)
- Locust Star (1996, EP)
- The Doorway / Under The Surface (1999)
- The Doorway/Threshold (1999)
- Sovereign (2000, EP)

### Bootlegi,DVDi inne
- Black (1986, bootleg)
- In These Black Days: vol.6 (1999, split z Soilent Green)
- Official Bootleg.01.Lyon.France.11.02.99 (2002, live)
- A Sun That Never Sets (2002, DVD, razem z Tribes of Neurot)
- Official Bootleg.02.Stockholm.Sweden.10.15.99 (2003, live)
- Live At Roadburn 2007 (2010, album koncertowy)